# Wereldkampioenschappen schaatsen afstanden 2016 - 1500 meter vrouwen
De 1500 meter vrouwen op de wereldkampioenschappen schaatsen afstanden 2016 werd gereden op zondag 14 februari 2016 in het ijsstadion Kometa in Kolomna, Rusland.
Brittany Bowe was de regerend wereldkampioen en Jorien ter Mors regerend Olympisch kampioen. Van de vijf wereldbekerwedstrijden eerder in het seizoen won Bowe er twee, Heather Richardson-Bergsma er ook twee en Martina Sáblíková er een. Olympisch kampioene Ter Mors bleek vanuit rit 1 haar Amerikaanse concurrenten te snel af en won haar eerste wereldtitel over deze afstand en haar tweede van het toernooi.

## Plaatsing
De regels van de ISU schrijven voor dat er maximaal 24 schaatssters zich plaatsen voor het WK op deze afstand. Geplaatst zijn de beste veertien schaatssters van het wereldbekerklassement na vier manches, aangevuld met de tien tijdsnelsten van die eerste vier manches van de wereldbeker. Achter deze 24 namen werd op tijdsbasis nog een reservelijst van zes namen gemaakt. Aangezien het aantal deelnemers per land beperkt is tot een maximum van drie, telt de vierde (en vijfde etc.) schaatsster per land niet mee voor het verloop van de ranglijst. Het is aan de nationale bonden te beslissen welke van hun schaatssters, mits op de lijst, naar het WK afstanden worden afgevaardigd.
Polen startte maar met één vrouw in plaats van de toegelaten twee en Zuid-Korea liet – niet voor het eerst dit toernooi – de enige startplek onbenut. Hiervan profiteerden Noorwegen (twee schaatssters in plaats van één) en Canada (drie schaatssters in plaats van twee).

## Statistieken

### Uitslag
| #      | Naam                       | Land | Tijd       |
| ------ | -------------------------- | ---- | ---------- |
| Goud   | Jorien ter Mors            | NED  | 1.53,92 BR |
| Zilver | Heather Richardson-Bergsma | USA  | 1.54,67    |
| Brons  | Brittany Bowe              | USA  | 1.55,09    |
| 4      | Ireen Wüst                 | NED  | 1.55,93    |
| 5      | Martina Sáblíková          | CZE  | 1.56,06    |
| 6      | Marrit Leenstra            | NED  | 1.56,25    |
| 7      | Olga Graf                  | RUS  | 1.56,52    |
| 8      | Miho Takagi                | JPN  | 1.56,83    |
| 9      | Vanessa Bittner            | AUT  | 1.57,22    |
| 10     | Ida Njåtun                 | NOR  | 1.57,25    |
| 11     | Misaki Oshigiri            | JPN  | 1.57,56    |
| 12     | Natalia Czerwonka          | POL  | 1.58,19    |
| 13     | Hao Jiachen                | CHN  | 1.58,67    |
| 14     | Kali Christ                | CAN  | 1.58,78    |
| 15     | Jekaterina Sjichova        | RUS  | 1.59,21    |
| 16     | Ayaka Kikuchi              | JPN  | 1.59,23    |
| 17     | Gabriele Hirschbichler     | GER  | 1.59,28    |
| 18     | Liu Jing                   | CHN  | 1.59,30    |
| 19     | Jelizaveta Kazelina        | RUS  | 1.59,36    |
| 20     | Hege Bøkko                 | NOR  | 1.59,38    |
| 21     | Brianne Tutt               | USA  | 1.59,45    |
| 22     | Roxanne Dufter             | GER  | 2.00,17    |
| 23     | Zhao Xin                   | CHN  | 2.02,07    |
| 24     | Josie Spence               | CAN  | 2.03,33    |

### Loting
| Rit | Binnenbaan          | Buitenbaan                 |
| --- | ------------------- | -------------------------- |
| 1   | Josie Spence        | Jorien ter Mors            |
| 2   | Ireen Wüst          | Liu Jing                   |
| 3   | Zhao Xin            | Hege Bøkko                 |
| 4   | Brianne Tutt        | Olga Graf                  |
| 5   | Kali Christ         | Gabriele Hirschbichler     |
| 6   | Hao Jiachen         | Roxanne Dufter             |
| 7   | Jekaterina Sjichova | Jelizaveta Kazelina        |
| 8   | Natalia Czerwonka   | Vanessa Bittner            |
| 9   | Ida Njåtun          | Misaki Oshigiri            |
| 10  | Miho Takagi         | Ayaka Kikuchi              |
| 11  | Brittany Bowe       | Heather Richardson-Bergsma |
| 12  | Marrit Leenstra     | Martina Sáblíková          |

1996 · 
1997 · 
1998 · 
1999 · 
2000 · 
2001 · 
2003 · 
2004 · 
2005 · 
2007 · 
2008 · 
2009 · 
2011 · 
2012 · 
2013 · 
2015 · 
2016 · 
2017 · 
2019 · 
2020 · 
2021 · 
2023 · 
2024 · 
2025